# Keiko Kitagawa
Keiko Kitagawa (jap. 北川 景子 Kitagawa Keiko) (ur. 22 sierpnia 1986 w Kobe) – japońska aktorka i była modelka. Najbardziej znana dzięki roli Sailor Mars w serialu japońskim Pretty Guardian Sailor Moon.

## Życiorys

### Życie prywatne
Urodziła się w prefekturze Hyōgo, dzieciństwo spędziła w Kobe. Ma młodszego brata. Będąc w liceum zdecydowała się zostać modelką. Jej rodzice początkowo sprzeciwiali się decyzji córki. Ostatecznie wyrazili zgodę, pod warunkiem, że nie przeszkodzi jej to w dostaniu się na studia. Dotrzymała słowa, dostając się na Uniwersytet Meiji w 2009.

### Modelka
Swój debiut jako modelka odbyła w 2003, kiedy pojawiła się w magazynie Seventeen, z którym związana była do 2006, po czym musiała zrezygnować z racji swojego wieku. Publikowała jednak swoje artykuły w rubryce pt Keiko's Beauty Honey. Ostatecznie w 2007 oficjalnie zakończyła karierę modelki, by skoncentrować się na pracy aktorskiej.

### Aktorka
Jej pierwszą, a zarazem najbardziej do dziś znaną rolą była Rei Hino (Sailor Mars) w serialu Pretty Guardian Sailor Moon, będącym aktorską wersją popularnego anime. Następnie wystąpiła w filmie Mamiya kyodai. To jego reżyser przekonał miał Keiko, aby zrezygnowała z pracy modelki i została profesjonalną aktorką. W 2006 wyjechała do USA, by wziąć udział w zdjęciach do filmu Szybcy i wściekli: Tokio Drift. W Japonii popularność przyniosła jej główna rola w serialu Mop Girl. Wystąpiła także w filmach Dear Friends, Southbound, a w 2011 zagrała główną rolę w aktorskiej wersji mangi Paradise Kiss.

## Filmografia

### TV Drama
- Hippocrates no Chikai (Wowow 2016) jako Tsugano Makoto
- Ie Uru Onna (NTV 2016) jako Sangenya Machi
- Kuroi Jukai (TV Asahi 2016) jako Kasahara Sachiko
- Detective versus Detectives | Tantei no Tantei (Fuji TV 2015) jako Rena Sasaki
- Hero (Fuji TV 2014) jako Chika Asagi
- Dokushin Kizoku (Fuji TV 2013) jako Yuki Haruno
- Akumu-chan (NTV 2012) jako Ayami Mutoi
- Nazotoki wa Dinner no Ato de (Fuji TV 2011) jako Reiko Hosho
- LADY ~Saigo no Profiling~ (TBS 2011) jako Shoko Katsuki
- Tsuki no Koibito ~Moon Lovers~ (Fuji TV 2010) jako Miho Onuki
- Buzzer Beat | Buzā bīto: Gakeppuchi no hīrō (Fuji TV 2009) jako Riko Shirakawa
- Taiyou to Umi no Kyoushitsu (Fuji TV 2008) jako Wakaba Enokido
- Mop Girl | Moppu Garu (TV Asahi 2007) jako Momoko Hasegawa
- Bishôjo Senshi Sailor Moon | Pretty Guardian Sailor Moon (CBC/TBS 2003–2004) jako Rei Hino

### Filmy
- Kuroi Jukai (2016) jako Sachiko Kasahara
- Hero (2015) jako Chika Asagi
- No Yōna mono no Yōna mono (2015) jako Yumi
- Ai wo Tsumu Hito (2015) jako Satoko
- Akumu Chan the Movie (2014) jako Ayami Mutoi
- Jajji! (2014) jako Hikari Ota
- Dakishimetai - Shinjitsu no Monogatari (2014) jako Tsukasa Yamamoto
- Rûmumeito (2013) jako Harumi Hagio
- Nazotoki wa Dinner no Ato de (2013) jako Reiko Hosho
- Magic tree house | Majiku Tsurihausu (2012) jako Jack (głos)
- Miwotsukushi ryōrichō (2012) jako Miwo
- Paradise Kiss | Paradaisu Kisu (2011) jako Yukari 'Caroline' Hayasaka
- Kono sekai no katasumi ni (2011) jako Suzu Hojo
- Shikeidai no Elevator (2010) jako Mikayo Matsumoto
- Matataki (2010) jako Izumi Sonoda
- Hana no Ato (2010) jako Ito
- Hitsudan Hostess (TBS 2010) jako Rie
- Watashi dasu wa (2009) jako Reporterka
- Manatsu no Orion (2009) jako Izumi Kuramoto / Shiduko Arisawa
- Hansamu sūtsu (2008) jako Hiroko Hoshino
- South Bound | Sausubaundo (2007) jako Yoko Uehara
- Heat Island (2007) jako Nao
- Sono toki wa kare ni yoroshiku (2007) jako Momoka
- Dear Friends (2007) jako Rina
- Cherry Pie (2006) jako Kiyohara
- Szybcy i wściekli: Tokio Drift (2006) jako Reiko
- Mizu ni sumu hana (2006) jako Rikka Mizuchi
- Mamiya kyodai (2006) jako Yumi Honma
- Bishōjo Senshi Sailor Moon: Act Zero (2005) jako Rei Hino
- Bishōjo Senshi Sailor Moon: Special Act (2004) jako Rei Hino
- Make-Up: Bishōjo Senshi Sailor Moon (2003) jako ona sama

## Płyty DVD
- 2004/2005 : Bishoujo Senshi Sailor Moon Live Action vol. 1 to 12.
- 2004 : Bishoujo Senshi Sailor Moon: Kirari Super Live
- 2004 : Bishoujo Senshi Sailor Moon: Special Act
- 2005 : Bishoujo Senshi Sailor Moon: Act Zero
- 2006 : Mizu ni Sumu Hana
- 2006 : Mamiya Kyōdai
- 2006 : The Fast and the Furious: Tokyo Drift
- 2007 : Cherry Pie
- 2007 : Dear Friends
- 2008 : Sono Toki ha Kare ni Yoroshiku
- 2008 : Southbound
- 2008 : Heat Island
- 2009 : Handsome Suit
- 2010 : Orion in Midsummer
- 2010 : Buzzer Beat

## Książki
- 2006 : STYLISH STREET BOOK "I've been to Hollywood!"
- 2007 : Kitagawa Keiko Shashinshū Dear Friends
- 2008 : Actress Make Up
- 2010 : Actress Make Up II

## Nagrody
- 1st Confidence Award (Lato 2015): Najlepsza aktorka za dramę Tantei no Tantei
- Nikkan Sports Drama Grand Prix Lato 2009 - Najlepsza Aktorka, za rolę w Buzzer Beat
- Television Drama Academy Awards: Nagroda specjalna za rolę w Mop Girl